# Емболізація
Емболізація стосується проходження та фіксації емболу в кровотоці. Вона може мати природне походження (патологічне), в цьому сенсі її також називають емболією, наприклад, легенева емболія. Або вона може бути штучною (терапевтичною) як спосіб гемостазу для зупинки кровотечі або як лікування деяких видів новоутворень шляхом навмисного блокування кровоносних судин, щоб позбавити пухлинні клітини живлення.
У протипухлинному лікуванні ембол, окрім блокування кровопостачання, також може містити інгредієнт для хімічного впливу на пухлину або для її опромінення. Коли разом з емболом вводиться хіміотерапевтичний препарат, цей процес називається хемоемболізацією. Транскатетерна артеріальна хемоемболізація (ТАХЕ) є звичайною формою емболізації. Коли ембол містить радіофармацевтичний препарат для променевої терапії з відкритим джерелом, цей процес називається радіоемболізацією або селективною внутрішньою променевою терапією (SIRT).

## Використання
Терапевтична емболізація передбачає вибіркову оклюзію кровоносних судин шляхом навмисного введення емболів, іншими словами, навмисного блокування кровоносної судини. Емболізація використовується для лікування широкого спектру захворювань, що вражають різні органи людського тіла.
Емболізація зазвичай використовується для лікування активної артеріальної кровотечі. Вона рідко використовується для лікування венозної кровотечі, оскільки остання може зупинитися самостійно або за допомогою тампонади чи компресії.

### Кровотеча
Емболізація використовується при таких станах:
- Рецидивуючий кашель з кров'ю
- Аневризма головного мозку[3]
- Шлунково-кишкова кровотеча
- Носова кровотеча
- Варикоцеле
- Первинна післяпологова кровотеча[4]
- Хірургічна кровотеча[5]
- Травматична кровотеча, така як розрив селезінки або перелом кісток таза

### Новоутворення
Емболізація використовується для уповільнення або зупинки кровопостачання пухлини, тим самим зменшуючи її розмір:
- Ураження нирок
- Ураження печінки, зазвичай гепатоцелюлярна карцинома (ГЦК). Лікується або частковим інфарктом, або транскатетерною артеріальною хемоемболізацією (ТАХЕ).
- Фіброміома матки
- Артеріовенозні мальформації (АВМ)
- Артеріовенозна фістула
- Ювенільна носоглоткова ангіофіброма

### Злоякісна гіпертензія
Емболізація може бути корисною для лікування злоякісної гіпертензії, спричиненої термінальною стадією ниркової недостатності.

### Інше
- Емболізація ворітної вени проводиться перед резекцією печінки для запобігання масивних кровотеч.[7]

## Техніка

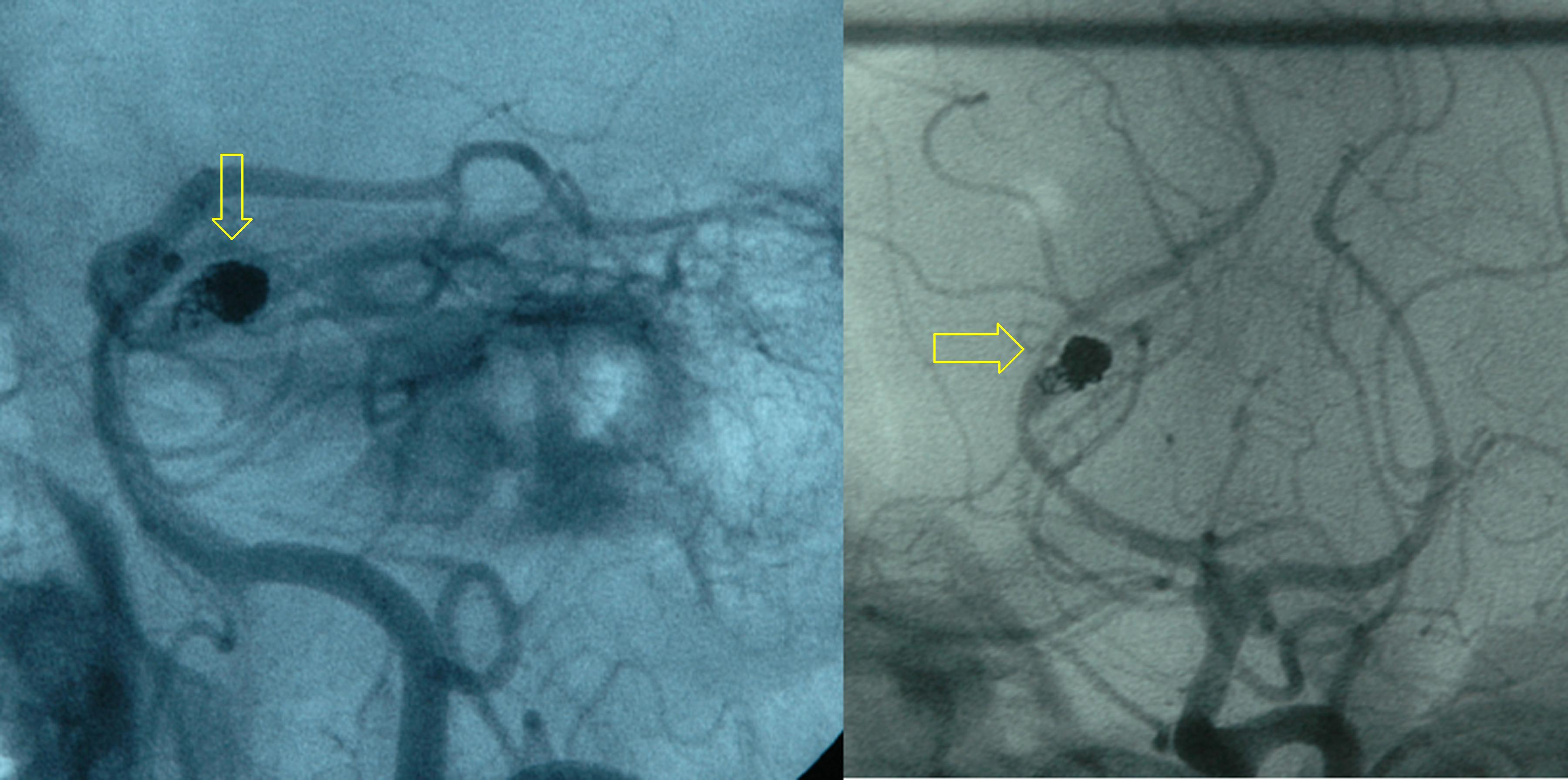
Постемболізаційна артеріограма, що показує спіральну аневризму (позначену жовтими стрілками) задньої мозкової артерії із залишковим аневризматичним мішком

Емболізація, вперше розроблена Садеком Хілалом у 1968 році, є малоінвазивною хірургічною процедурою. Її мета полягає в запобіганні кровотоку до певної ділянки тіла, що може ефективно зменшити пухлину або заблокувати аневризму.
Процедура виконується ендоваскулярно інтервенційним радіологом в інтервенційному кабінеті. Для більшості пацієнтів лікування зазвичай проводиться з незначною седацією або без неї, хоча це значною мірою залежить від органу, який підлягає емболізації. Пацієнтам, які переносять церебральну емболізацію або емболізацію ворітної вени, зазвичай дають загальний наркоз.
Доступ до відповідного органу здійснюється за допомогою напрямного дроту та катетера(ів). Залежно від органу це може бути дуже складно та тривати довгий час. Актуальне розташування артерії або вени, що постачає кров у патологічну ділянку, визначається за допомогою цифрової субтракційної ангіографії (ЦСА). Ці зображення потім використовуються як карта, за допомогою якої рентгенолог отримує доступ до потрібної судини, вибираючи відповідний катетер та/або дріт, залежно від анатомії пацієнта.
Як тільки буде забезпечено доступ до потрібної судини, можна розпочати лікування. Штучний ембол, який використовується, зазвичай є одним із наступних:
- Котушки: знімна котушка Guglielmi або гідрокотушка
- Частинки
- Піна
- Затичка
- Мікросфери або намистини

Після успішного введення штучних емболів робиться ще один набір зображень ЦСА для підтвердження успішного лікування.

## Агенти
Рідкі емболічні агенти — що використовуються для артеріовенозної мальформації (АВМ), ці агенти можуть проходити через складні судинні структури, тому хірургу не потрібно вводити катетер у кожну окрему судину.
- Бутилціаноакрилат (NBCA) — цей матеріал схвалений FDA у 2000 році для емболізації артеріовенозних мальформацій головного мозку. Під впливом середовища, що містить аніони, такого як кров або вода, він швидко полімеризується. Катетери слід промивати 5 % розчином декстрози, щоб запобігти передчасній полімеризації всередині катетера. NBCA повністю перекриває судини та є постійною. Однак полімеризація може поширюватися дистально або проксимально від цілі.[8]
- Етіодол — виготовлений з йоду та макової олії, це дуже в'язкий агент. Зазвичай його використовують для хемоемболізацій, особливо при гепатомах, оскільки ці пухлини поглинають йод. Період напіввиведення становить п'ять днів, тому він лише тимчасово емболізує судини.
- Сополімер етиленвінілового спирту, розчинений у диметилсульфоксиді (ДМСО) під торговою назвою Онікс. Залежно від бажаного характеру рідини, концентрацію можна варіювати: наприклад, 6 % EVOH (торгова назва Onyx 18) або 8 % EVOH (торгова назва Onyx 34). Для підтримки рентгеноконтрастності додають мікронізований порошок танталу.

Склерозувальні агенти роблять ендотеліальну оболонку судин жорсткішою. Їм потрібно більше часу для реакції, ніж рідким емболічним агентам. Тому їх не можна використовувати для великих судин або судин з великим потоком крові.
- етанол — цей стійкий засіб дуже добре підходить для лікування артеріовенозної мальформації (АВМ). Алкоголю потрібен деякий час, щоб денатурувати білки ендотелію та активувати систему згортання крові, що призведе до утворення тромбу. Тому деякі хірурги використовують балонний оклюзійний катетер, щоб зупинити кровотік і дати етанолу час подіяти. Етанол у великих кількостях токсичний для організму та може спричинити компартмент-синдром. Крім того, ін'єкції етанолу досить болючі.
- етаноламін олеат — цей стійкий агент використовується для склерозування варикозно розширених вен стравоходу. Він містить 2 % бензилового спирту, тому менш болючий, ніж етанол. Однак у великих дозах він викликає гемоліз та ниркову недостатність.
- Сотрадекол — цей засіб використовується при поверхневому варикозі вен нижніх кінцівок. Він дуже давно використовується і є перевіреним засобом. Однак у 30 % пацієнтів він викликає гіперпігментацію обробленої ділянки. Його введення менш боляче, ніж етанол.

Агенти для емболізації у вигляді частинок використовуються лише у прекапілярних артеріолах або малих артеріях. Вони також дуже добре підходять для лікування глибоких артеріовенозних мальформацій (АВМ). Їх недоліком є те, що їх нелегко націлити у потрібну судину. Жоден з них не є рентгеноконтрастним, тому їх важко побачити за допомогою радіологічного зображення, якщо вони не просочені контрастом перед ін'єкцією.
- гель-піна — виготовлена з желатину тваринного походження та має форму губки. Її можна перетворити на пасту, що наноситься на поверхню, або на дрібні частинки, які можна вводити за допомогою шприца.[9] Листи гель-піни можна розрізати на 1–3 мм-прокладки, змішані з контрастними речовинами для емболізації. Гель-піна тимчасово закупорює кровоносні судини на 3-6 тижнів. Розмір кожної частинки від 10 до 100 мікрометрів.[10] Використання гель-піни пов'язане з невеликим ризиком інфекції через потрапляння бульбашок повітря.[10]
- Полівініловий спирт (ПВА) — це стійка речовина. Це крихітні кульки розміром 50–1200 мм за розміром. Частинки не призначені для механічної закупорки судини. Натомість вони викликають запальну реакцію. На жаль, вони мають тенденцію злипатися, оскільки кульки не ідеально круглі. Згусток може відокремитися через кілька днів, не виконуючи функції емболічного агента.
- Емболізаційні мікросфери — це високоякісні стійкі або такі, що розсмоктуються, частинкові емболізаційні агенти, доступні в різних добре каліброваних діапазонах розмірів для точної оклюзії. Емболізаційні мікросфери можуть мати додаткові функції, такі як здатність нести на собі лікарські засоби, специфічні механічні властивості, використання для візуалізації або випромінювати радіоактивність.

Механічні оклюзійні пристрої — вони підходять для всіх судин. Вони також мають перевагу у точності визначення місцезнаходження; їх розгортають саме там, де закінчується катетер.
- котушки — їх використовують при артеріовенозній фістулі (АВФ), аневризмах або травмах. Вони дуже добре підходять для судин зі швидкою течією, оскільки одразу ж утворюють тромб у судині. Вони виготовляються з платини або нержавіючої сталі. Викликають утворення згустків через хвостики дакронової вовни навколо дроту. Сама котушка не спричиняє механічної оклюзії. Оскільки вони виготовлені з металу, їх легко побачити на рентгенівських знімках. Недоліком є те, що великі котушки можуть спотворити рентгенографічне зображення. Спіраль також може втратити свою форму, якщо катетер перегнутий. Також існує невеликий ризик зміщення з місця розгортання.
- знімний балон — використовують при артеріовенозних фістулах та аневризмах. Ці балони просто імплантуються в цільову судину, а потім заповнюються фізіологічним розчином через односторонній клапан. Кров зупиняється, і навколо балона розрозстається ендотелій, доки судина не фіброзується. Вміст балона може бути гіпертонічним відносно крові, що може призвести до його розриву, або ж вміст може бути гіпотонічним і балон може здутися, мігруючи на нове місце.

## Переваги
- Мінімальна інвазивність
- Відсутність рубців
- Мінімальний ризик інфікування
- Відсутність або рідкісне використання загальної анестезії
- Швидший час відновлення
- Високий рівень успішності порівняно з іншими процедурами
- Зберігає фертильність та анатомічну цілісність

## Недоліки
- Успіх залежить від користувача
- Ризик потрапляння емболів у здорові тканини, що потенційно може спричинити виразку шлунка або дванадцятипалої кишки.[11] Існують методи та пристрої, які зменшують ризик виникнення цього типу побічних ефектів.[12]
- Підходить не для всіх пацієнтів
- Вищий ризик рецидиву